# ロベルト・イワノフ
ロベルト・イワノフ（Robert Ivanov 、1994年9月19日 - ）は、フィンランド・ヘルシンキ出身の同国代表プロサッカー選手。アイントラハト・ブラウンシュヴァイク所属。ポジションはDF。

## 経歴

### クラブ
2014年、地元ヘルシンキのクラブで、当時カッコネン（3部）に所属していたFCミリプロでキャリアをスタート。
2015年1月、FCヴィーキンギトに移籍。2016年3月、FCホンカに移籍。
2020年9月1日、ヴァルタ・ポズナンに2年契約で移籍。
2023年6月16日、アイントラハト・ブラウンシュヴァイクに2年契約で移籍した。

### 代表
2019年1月8日のスウェーデン戦でフィンランド代表デビュー。

## タイトル
- ヴェイッカウスリーガ月間ベストイレブン: 2018年7月[5]、2018年9月[6]

## 人物
母親はイングリア・フィン人で、父親はロシア人。